# Dan Povenmire
Daniel Kingsley Povenmire, detto Dan (Mobile, 18 settembre 1963), è un regista, attore e doppiatore statunitense.
Cresciuto a Mobile in Alabama, Povenmire sin da piccolo aveva un talento per il disegno, tant'è che passava le sue estati a fare film. Ha frequentato la University of South Alabama, prima di decidere però di proseguire negli studi di cinema alla University of Southern California School of Cinematic Arts. 
È conosciuto per essere il co-creatore, insieme a Jeff "Swampy" Marsh, della popolare serie prodotta da Disney Phineas e Ferb, di La legge di Milo Murphy e di Hamster e Gretel. È stato in precedenza anche regista della prima stagione de I Griffin ed ha lavorato per numerose altre serie TV d’animazione.